# بيل بورنس
بيل بورنس هو فنان كندي، ولد في 1957 في ريجاينا في كندا.